# November Talks
November Talks jsou každoroční listopadové cykly přednášek zprostředkované fakultou architektury ČVUT a nadací Sto-Stiftung. Vystupující řečníci jsou architekti s dlouholetými zkušenostmi. Většina přednášek probíhá v Nové budově ČVUT, v Thákurově ulici č. 9/2700 v Praze 6 – Dejvicích. Iniciativa November Talks byla pro ČVUT zprostředkována nadací Sto-Stiftung, a první ročník v roce 2015 navazoval na již v té době deset let probíhající cykly přednášek November Talks na školách architektury ve Stuttgartu, Štýrském Hradci, Miláně a Paříži.

## Ročníky

### 2015 – Architects of Israel
První ročník November Talks na ČVUT proběhl v roce 2015. Podtitul cyklu Architects of Israel reprezentovali čtyři řečníci: David Knaf, Etan Kimmel, Leor Levinger a Ada Karmi-Melamedeová. Řečníci k posluchačům promluvili v přednáškové síni Gočár v Nové budově ČVUT. A to vždy v pondělí od 18:30, ve dnech 9., 16., 23. a 30. listopadu.

### 2016 – Danish Stars
Druhý ročník November Talks na ČVUT, s podtitulem Danish Stars, měl stejně jako předchozí ročník čtyři řečníky. A to v prostorách přednáškové síně Gočár v Nové budově ČVUT. Ve dnech 7.,14., 21. a 28. listopadu. Vystupující hosté byli: Søren Øllgaard, Flemming Rafn Thomsen, Jeppe Aagaard Andersen a Mads Kaltoft. Cyklus přednášek byl konán pod záštitou velvyslanectví Dánského království v Česku.

### 2017 – Connections
Třetí ročník November Talks na ČVUT měl podtitul Connections. Vystupující hosté byli: Jacob van Rijs, Rainer Mahlamäki, Kees Christiaanse a Farshid Moussavi. Výběr hostů a téma cyklu okomentoval prof. Zdeněk Zavřel, proděkan pro zahraniční vztahy Fakulty architektury ČVUT takto: „Pracují v mezinárodních souvislostech, řada z nich učí na zahraničních školách. Někteří z nich již přednášeli v dřívějších letech v rámci November Talks na jiných partnerských školách: Miláně, Grazu, Paříži anebo v Londýně.“ Přednášky se konali: 6., 13., 20 a 27. listopadu. A to již tradičně v přednáškové síni Gočár až na výjimku v podobě přednášky Farshid Moussavi, která se konala v Betlémské kapli.

### 2018 – Visions
Čtvrtý ročník November Talks na ČVUT, s podtitulem Visions, posluchačům představil: „čtyři významné evropské architekty, tří různých generací, které spojuje vizionářský a mezioborový přístup k tvorbě“, dle proděkanky pro zahraniční vztahy ČVUT, Ireny Fialové. Vystupující hosté byli: Marc Barani, Vasa Perović, Mario Corea a Grégoire Zündel. Přednášky se konali: 5., 12., 19 a 26. listopadu, v přednáškovém síni Gočár.

### 2019 – Transforming professional boundaries in a changing world
Pátý ročník November Talks na ČVUT, s podtitulem Transforming professional boundaries in a changing world (Proměny hranic profesí v proměňujícím se světě), se konal v termínech: 4., 18. a 25. listopadu. Poslední z přednášek se netradičně konala až v prosinci, a to 2.12. Irena Fialová, proděkanka pro zahraniční vztahy FA ČVUT, se k názvu cyklu a výběru hostů vyjádřila takto: „Oslovila jsem architekty, urbanisty, uzemní plánovače a krajináře, kteří svojí tvorbou přesahují hranice těchto tradičně jasně vymezených oborů a kteří kladou důraz na vytváření obytného, respektive životního prostředí bez ohledu na měřítko a typ zadání. V jejich projektech lze těžko určit, kde jedna profese začíná a druhá končí, a to je pro spolupráci a výuku těchto profesí velká výzva“. Vystupující hosté byli: Ivana a Jan Bendovi, Jean-Marc Fritz, Michel Desvigne a Ali Madanipour.

### 2020
Cyklus přednášek November Talks pro rok 2020 nebyl uskutečněn z důvodů pandemie covidu-19.

### 2021 – Taking risks. About the art of creating a material world
Šestý ročník November Talks na ČVUT měl podtitul Taking risks. About the art of creating a material world. Vystupující hosté byli: Alison Brooks, Maruša Zorec, Eva Jiřičná a Matthew Carmona. K cyklu se Irena Fialová vyjádřila takto: „Muži více riskují než ženy. To je fakt, který byl prokázán v různých studiích v průběhu let a vysvětlován ekonomickými a evolučními důvody. Také bylo prokázáno, že tyto rozdíly jsou pod stresem ještě amplifikovány: muži se stanou ještě odvážnější, zatímco ženy ještě opatrnější. Že toto pravidlo ale nemusí platit, dokazují letošní přednášející, kteří nám odhalí své umění vytvářet hmotný svět a tento hmotný svět reflektovat“. Přednášky se konali: 8., 15., 22. a 29. listopadu, v přednáškovém síni Gočár.

### 2022 – Future(s). Time for a Change
Sedmý ročník November Talks na ČVUT, s podtitulem Future(s). Time for a Change (Budoucnost(i). Čas na změnu), proběhl 7.,14., 21. a 28. listopadu. Vystupující hosté byli: Winy Maas, Alice Cabaretová, Karen Cooková a Carlo Ratti. K cyklu se Irena Fialová vyjádřila takto: „Spíše než s klimatickou změnou bojovat, musíme se jí umět přizpůsobit. To vyžaduje radikální změnu přístupu k navrhování budov i celých měst, a architekti, urbanisté i designéři musí přicházet s novými nápady a inovacemi. To chceme ukázat nejen našim studentům“. 